# Kamienica przy Rynku 6 w Katowicach
Kamienica przy Rynku 6 w Katowicach – narożna kamienica mieszkalno-handlowa, położona przy Rynku 6 i alei Wojciecha Korfantego 1 w Katowicach, na terenie dzielnicy Śródmieście. Została wybudowana w 1869 roku przez budowniczego Abrahama Goldsteina, a w późniejszym czasie często zmieniała swoich właścicieli. Od marca 2025 roku funkcjonuje w niej restauracja sieci McDonald's. Jest wpisana do gminnej ewidencji zabytków. 

## Historia

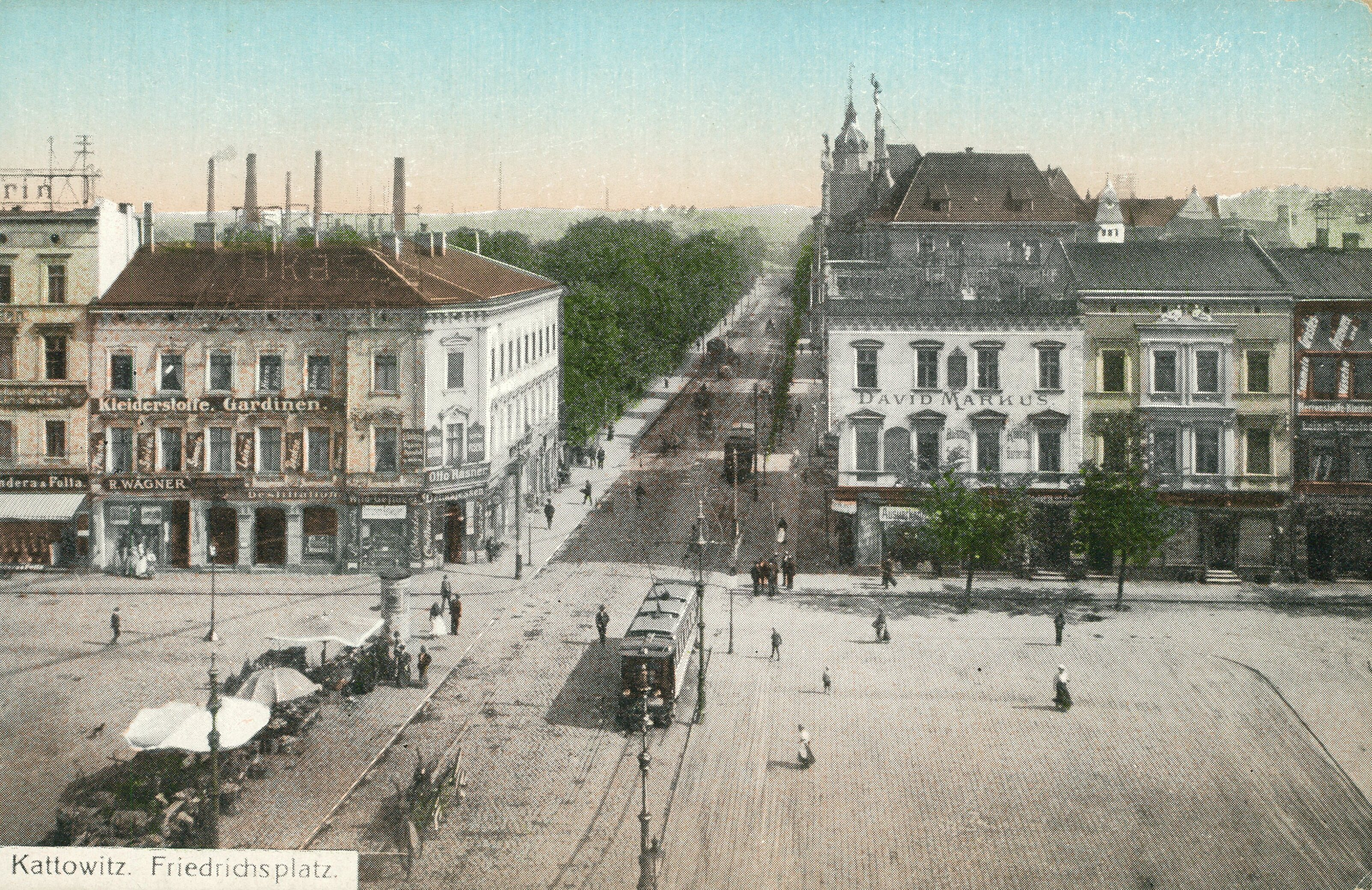
Pocztówka wydana po 1906 roku, przedstawiająca północną pierzeję Rynku w Katowicach; pośrodku widoczna kamienica pod nr. 6

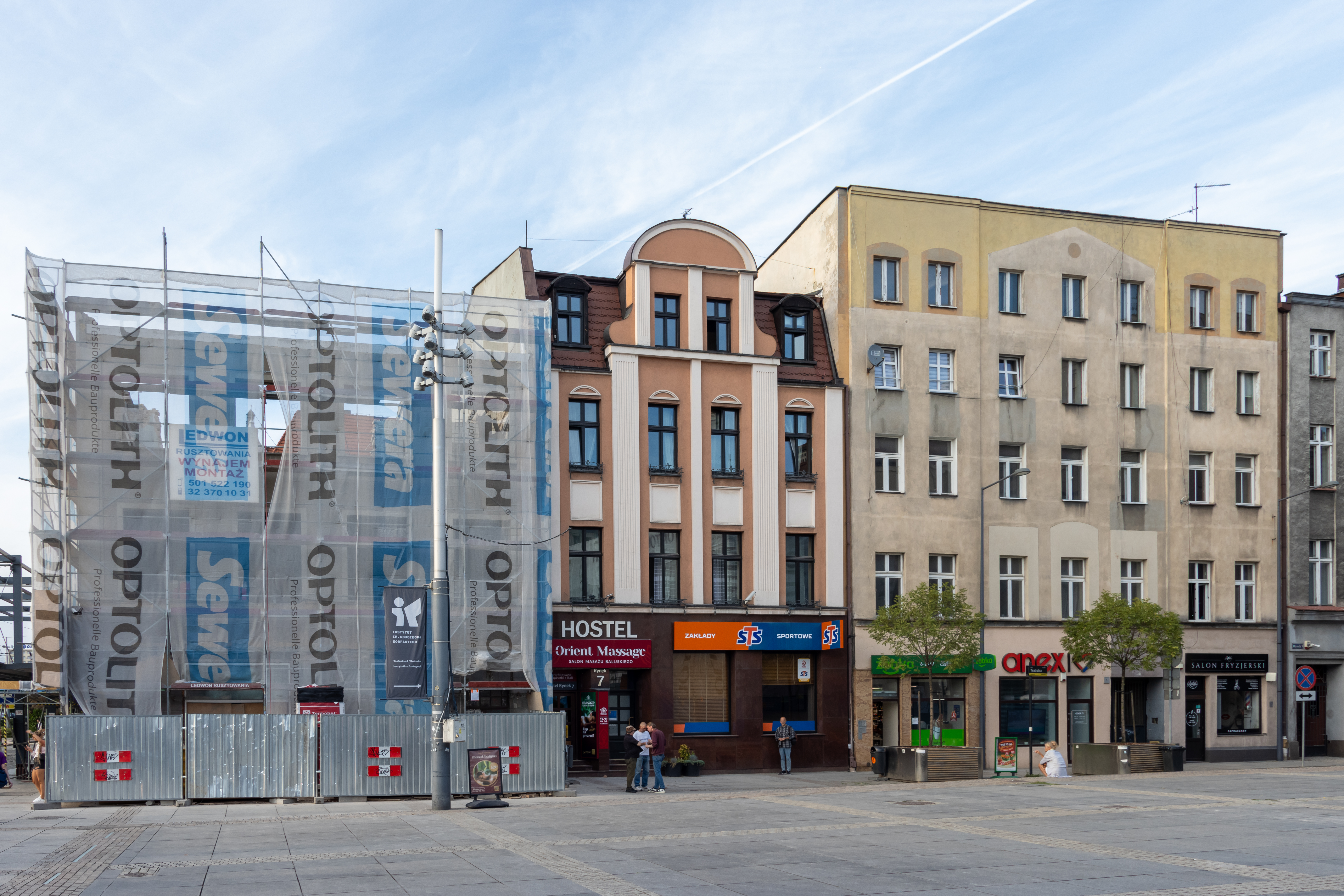
Kamienica pod nr. 6 (po lewej) w trakcie trwającej wówczas przebudowy na początku sierpnia 2024 roku

Kamienica rynkowa pod numerem 6 została oddana do użytku w 1869 roku. Wybudował ją z przeznaczeniem na sprzedaż Abraham Goldstein, bogaty Żyd, który w 1866 r. wraz z bratem Josefem przybył z Królestwa Polskiego prowadzić interesy w Katowicach. W późniejszym czasie bardzo często zmieniała ona swoich właścicieli. Była także kilkukrotnie przebudowywana, m.in. w latach 1900, 1911 i 1933.
W latach 90. XIX wieku na parterze mieścił się jeden z pierwszych górnośląskich salonów samochodowych – Benz-Automobil. W latach 1906–1912 w budynku mieszkał dr Andrzej Mielęcki, lekarz chorób kobiecych i znany polski działacz społeczno-polityczny.
W latach 1935–1936 ówczesnym właścicielem budynku przy Rynku 6 był Herman Bartschat. Działała tam wówczas kancelaria adwokacka Włodzimierza i Zygmunta Guzy oraz zakład krawiecki prowadzony przez ówczesnego właściciela kamienicy. Wykonywano tam ubiory męskie, mundury, liberie i czapki, a także prowadzono skład ozdób wojskowych i urzędniczych.
Po II wojnie światowej na parterze przez kilka dziesięcioleci działał bardzo popularny bar mleczny „Centralny”. W 1975 roku kamienica przeszła pod zarząd tymczasowy Komunalnego Zakładu Gospodarki Mieszkaniowej.
Według informacji z 21 maja 2003 roku, miasto planowało wówczas pozyskać na własność budynek celem rozbudowy go w kierunku zachodnim, bądź połączeniem z planowanym wówczas budynkiem w północnej części katowickiego Rynku. Ówczesnym właścicielem nieruchomości była powołana w latach międzywojennych spółka Dom Rynkowy. Wydział Budynków i Lokali Urzędu Miasta Katowice wystąpił w tym okresie do Wydziału Prawnego o opinię dotyczącą możliwości powołania kuratora dla spółki Dom Rynkowy celem likwidacji spółki wraz z możliwością zakupu budynku przez miasto Katowice bądź Skarb Państwa.
W lipcu 2017 roku Komunalny Zakładu Gospodarki Mieszkaniowej wystąpił do władz miasta o dofinansowanie prac remontowych kamienicy. Prace te ruszyły w październiku 2017 roku, a w styczniu 2018 roku były już na ukończeniu. W ramach prac w północnej elewacji kamienicy wyrównano i wzmocniono ściany, a także wymieniono stolarkę okienną. Łączny koszt prac wyniósł około 190 tys. złotych.
W grudniu 2023 roku z kamienicy wyprowadził się sklep z tkaninami, po czym przystąpiono do kompleksowego remontu kamienicy połączonego z adaptacją gmachu na restaurację sieci McDonald's, w którym przygotowano dla klientów 29 miejsc dla parterze i 133 na pierwszym piętrze. Powstała także winda, a cały gmach zwieńczyło z obydwu storn logo restauracji. Restauracja została otwarta 25 marca 2025 roku.

## Charakterystyka

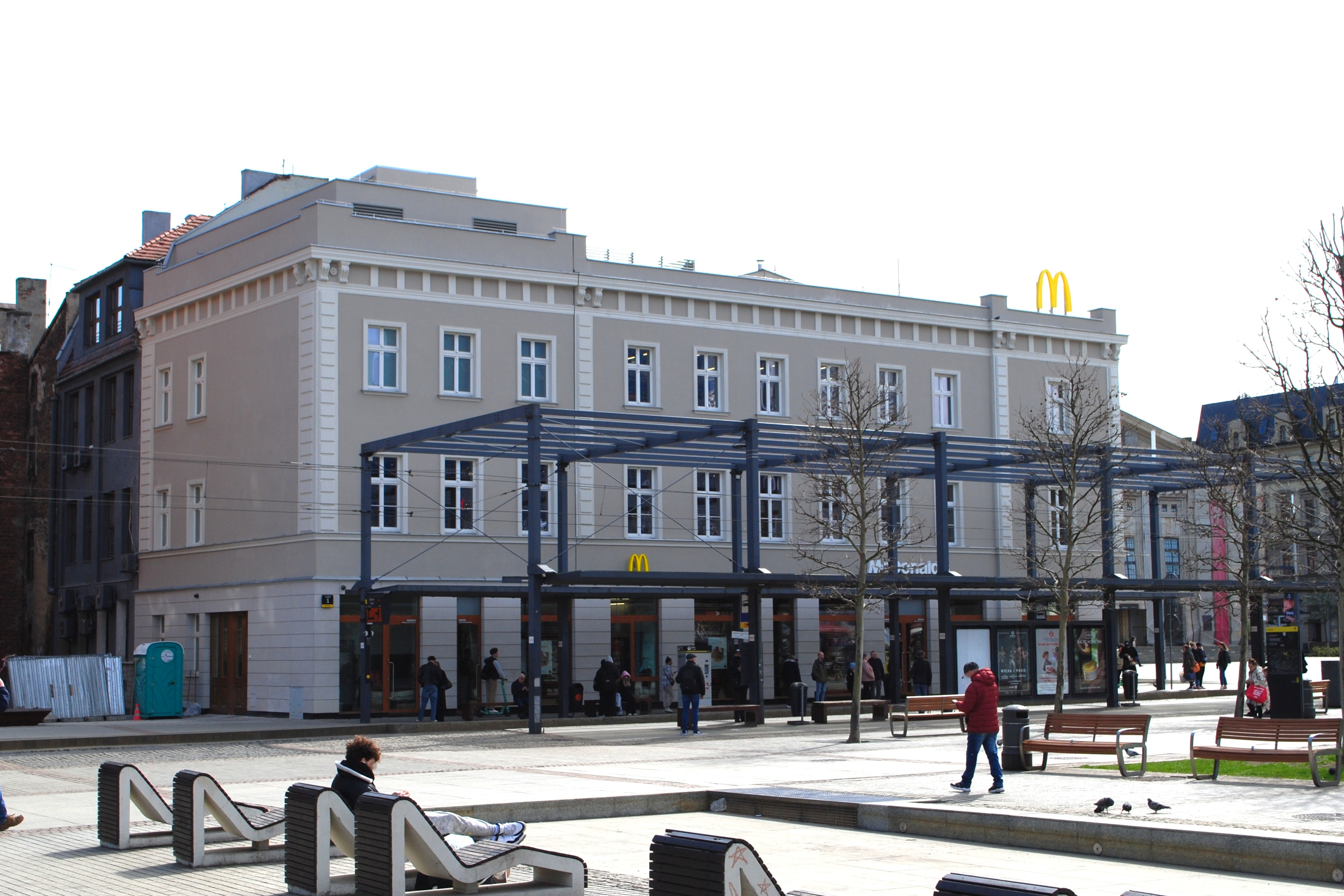
Kamienica widziana od strony północno-zachodniej (2025)

Kamienica narożna przy Rynku 6 oraz alei W. Korfantego 1 położona jest w centralnej części Katowic, w dzielnicy Śródmieście. Znajduje się ona w północnej pierzei katowickiego Rynku. Według stanu z 2018 roku należy do Skarbu Państwa i jest w zarządzie Komunalnego Zakładu Gospodarki Mieszkaniowej w Katowicach. Pod koniec grudnia 2021 roku w systemie REGON zarówno pod adresem Rynek 6, jak i Aleja W. Korfantego 1 brak było zarejestrowanych podmiotów gospodarczych.
Kamienica jest budynkiem bezstylowym, wybudowanym na planie litery „C”. Powierzchnia użytkowa budynku wynosi 713,35 m², natomiast powierzchnia zabudowy 409 m². Budynek ma trzy kondygnacje nadziemne i jedną podziemną. Bryła budynku jest zwarta, kryta płaskim dachem, o otynkowanych, symetrycznych elewacjach – po zachodniej stronie jest ona dziesięcioosiowa, a po południowej czteroosiowa. Narożniki oraz osie skrajne elewacji zachodniej kamienicy zostały zaakcentowane lizenami, zaś na całej szerokości budynek jest zwieńczony gzymsem. 
Wejście do kamienicy znajduje się w pierwszej osi kamienicy, po południowej stronie. Okna w kamienicy są prostokątne o prostych opaskach. We wnętrzu znajdują się schody dwubiegowe w konstrukcji stalowej z drewnianymi spocznikami i oryginalną metalową balustradą.
Kamienica wpisana jest do gminnej ewidencji zabytków miasta Katowice. 